# Yosuke Kawai
Yosuke Kawai (født 4. august 1989) er en japansk fodboldspiller, som spiller for den japanske fodboldklub Shimizu S-Pulse.